# Navoiy (tỉnh)
Tỉnh Navoiy (tiếng Uzbek: Navoiy viloyati, Навоий вилояти) là một tỉnh của Uzbekistan. Tỉnh nằm ở phía tây bắc của đất nước. Sa mạc Kyzyl-Kum chiếm một phần lớn lãnh thổ của mình, là lớn nhất của các tỉnh Uzbekistan trừ Cộng hòa Tự trị Qaraqalpaqstan. Navoiy giáp biên giới với Kazakhstan, tỉnh Samarqand, tỉnh Buxoro và Cộng hòa Qaraqalpaqstan. Tỉnh có diện tích 110.800 km2. Dân số được ước tính là khoảng 767.500 người, với khoảng 60% sống ở nông thôn.
Tỉnh Navoiy được chia thành 8 huyện hành chính. Thủ đô là Navoiy (pop est 128000). Các thị trấn lớn khác bao gồm Qiziltepa, Nurota, Uchquduq, Zarafshon, và Yangirabot.
Khí hậu khu vực là lục địa thường khí hậu bán sa mạc.
Tỉnh Navoiy có nguồn tài nguyên thiên nhiên quan trọng, đặc biệt là khí đốt tự nhiên, dầu khí, và kim loại quý, cộng với nguyên liệu để xây dựng. Nền kinh tế của tỉnh là phụ thuộc nhiều vào khai thác mỏ lớn, luyện kim, và các khu phức hợp sản xuất hóa chất. Các mỏ Navoi và Zarafshan sản xuất một số vàng tinh khiết nhất của thế giới.
Sản phẩm nông nghiệp hàng đầu bông và cừu Karakul. Khoảng 90% của toàn bộ khu vực được coi là có tiềm năng đất nông nghiệp giàu có, nếu một nguồn nước cho thủy lợi có thể được đặt.

## Phân chia hành chính
Navoiy (tỉnh) được chia thành 8 huyện.

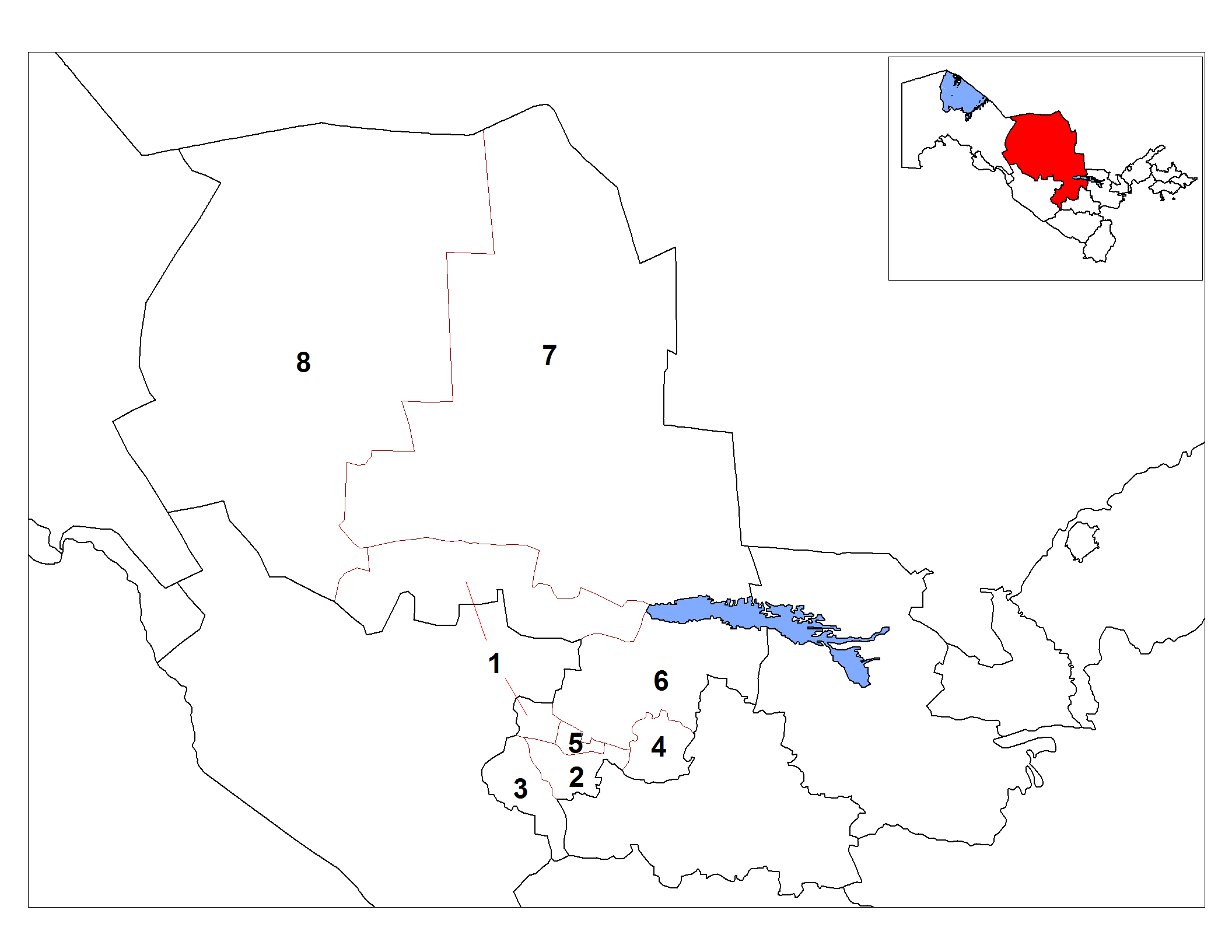
Huyện của Navoiy

| Key | Tên huyện         | Huyện lỵ   |
| --- | ----------------- | ---------- |
| 1   | Kanimekh (huyện)  | Kanimekh   |
| 2   | Karmana (huyện)   | Navoiy     |
| 3   | Kyzyltepa (huyện) | Kyzyltepa  |
| 4   | Khatyrchi (huyện) | Yangirabad |
| 5   | Navbakhor (huyện) | Beshrabot  |
| 6   | Nurata (huyện)    | Nurata     |
| 7   | Tamdy (huyện)     | Tamdibulok |
| 8   | Uchkuduk (huyện)  | Uchkuduk   |